# Andrzej Zięba (farmaceuta)
Andrzej Józef Zięba – polski farmaceuta, doktor habilitowany nauk farmaceutycznych, profesor na Śląskim Uniwersytecie Medycznym w Katowicach, specjalista od chemii organicznej.

## Kariera naukowa
W 1985 roku na Wydziale Chemicznym Politechniki Śląskiej uzyskał tytuł magistra inżyniera chemii. W 1987 roku został zatrudniony na Śląskim Uniwersytecie Medycznym w Katowicach. W 1995 roku uzyskał stopień doktora nauk chemicznych na podstawie rozprawy pt. Sole 5,12 di(alkilo)tiochinantrenodiiniowe – synteza i przemiany, której promotorem był Andrzej Maślankiewicz. W  2014 roku na Wydziale Nauk Farmaceutycznych Śląskiego Uniwersytecie Medycznym w Katowicach stopień doktora habilitowanego nauk farmaceutycznych.